# Søllerød Gold Diggers 2021
Questa voce raccoglie le informazioni riguardanti i Søllerød Gold Diggers nelle competizioni ufficiali della stagione 2021.

## Roster
| Roster dei Søllerød Gold Diggers (2021) |
| --- |
| Quarterback - 4 Tanner Gueller - 8 Andreas Willumsen - 10 Severin Bjerre - 11 Eddie Jewel Running Back - 25 Christian Vahl - 28 Nicklas Hansen - 31 Emil Neumann - 33 Rasmus Carøe - 40 Frederik Knudsen Wide Receiver - 1 Frederik Oldenburg - 15 Markus Stinger - 17 Thomas Ashworth - 19 Nicholas Kaplan - 27 Troels Kristensen - 34 Kinan Rabah - 80 Simon Larsen - 81 Philip Holm - 82 Oliver Stege - 84 Simon Føns - 88 Sofus Rasmussen Tight End - 85 Kevin Schmalz - 89 Andreas Paaske Offensive Linemen - 54 Benjamin Qvist - 57 Morten Clementsen - 59 Christoffer Schalck - 60 Victor Greve - 62 Casper Jestrup - 64 Mikko Toiminen - 65 Jonas Kristiansen - 70 Luis de las Heras - 71 Jóhann Utne - 74 Adam Ziegler - 77 Troels Thorbjørn Nielsen - 79 Alexander Rudd Defensive Linemen - 2 August Hyldrup - 51 Johnni Fehstedt - 52 David Strobel - 53 Toke Eriksen - 58 Magnus Vilstad - 68 Pierre Viboud - 72 Mike Schultz - 73 Nikulás Snær Magnússon - 90 Logan Dykstra Linebacker - 6 Patrick Tambour - 9 Kody Graves - 20 David Tawake - 23 Jimi Laursen - 32 Alexander Mathiesen - 39 Martin Stabel - 43 Kristoffer Richoff - 47 Albert Hende - 49 Nick Schultz Defensive Back - 5 Pablo de Diego - 14 Jens Vingtoft - 16 Per Andersen - 18 Mark Voll - 21 Emil Tofte - 22 Gustav Nielsen - 24 Helmer Büchert - 26 Emil Brügge - 29 Ajdin Djurdjevic CB - 36 Mads Køhn Jørgensen - 37 Daniel Jappe CB Special Team Coaching staff Troels Vestergaard (HC/OL) · Morten Ramsgaard (QB) · Jonas Korsgaard Christiansen (DC/DL) · Kent Bo Pedersen (DL) · Carsten Schmidt (DB) · Peter Kristensen (AC) |

## Nationalligaen 2021

### Stagione regolare
| Aalborg 5 giugno 2021, ore 17:00 | AaB 89ers | 6 – 28 referto | Søllerød Gold Diggers | AaB's anlæg |

| Nærum 19 giugno 2021, ore 14:00 | Søllerød Gold Diggers | 36 – 30 referto | Copenhagen Towers | Rundforbi Stadion |

| Nærum 26 giugno 2021, ore 14:00 | Søllerød Gold Diggers | 24 – 10 referto | Triangle Razorbacks | Rundforbi Stadion |

| Nærum 14 agosto 2021, ore 14:00 | Søllerød Gold Diggers | 6 – 33 referto | AaB 89ers | Rundforbi Stadion |

| Vejle 28 agosto 2021, ore 19:00 | Triangle Razorbacks | 18 – 48 referto | Søllerød Gold Diggers | Vejle Atletikstadion |

| Gentofte 4 settembre 2021, ore 19:00 | Copenhagen Towers | 26 – 27 referto | Søllerød Gold Diggers | Gentofte Sportspark |

### Playoff
| Nærum 25 settembre 2021, ore 14:00 | Søllerød Gold Diggers | 21 – 20 referto | Triangle Razorbacks | Rundforbi Stadion |

| Vejle 9 ottobre 2021, ore 19:00 | Søllerød Gold Diggers | 7 – 24 referto | Copenhagen Towers | Vejle Atletikstadion |

## Statistiche di squadra
| Competizione      | %Vittorie | In casa | In casa | In casa | In casa | In casa | In casa | In trasferta | In trasferta | In trasferta | In trasferta | In trasferta | In trasferta | Totale | Totale | Totale | Totale | Totale | Totale |
| Competizione      | %Vittorie | G       | V       | N       | P       | Pf      | Ps      | G            | V            | N            | P            | Pf           | Ps           | G      | V      | N      | P      | Pf     | Ps     |
| ----------------- | --------- | ------- | ------- | ------- | ------- | ------- | ------- | ------------ | ------------ | ------------ | ------------ | ------------ | ------------ | ------ | ------ | ------ | ------ | ------ | ------ |
| Stagione regolare | .833      | 3       | 2       | 0       | 1       | 66      | 73      | 3            | 3            | 0            | 0            | 103          | 50           | 6      | 5      | 0      | 1      | 169    | 123    |
| Playoff           | .500      | 2       | 1       | 0       | 1       | 28      | 44      | 0            | 0            | 0            | 0            | 0            | 0            | 2      | 1      | 0      | 1      | 28     | 44     |
| Totale            | .750      | 5       | 3       | 0       | 2       | 94      | 117     | 3            | 3            | 0            | 0            | 103          | 50           | 8      | 6      | 0      | 2      | 197    | 167    |